# قربان بردييف

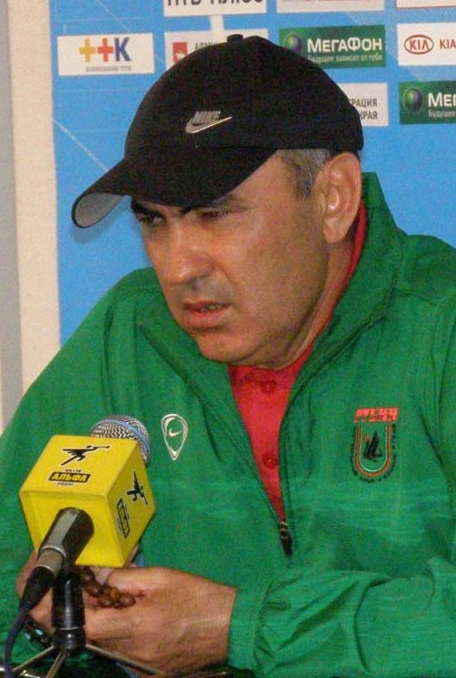
قربان بردييف

قربان بيردييف (بالروسية: Курбан Бекиевич Бердыев) من مواليد 15 سبتمبر 1952، مدرب نادي روبين كازان - الروسي.

## روابط خارجية
- قربان بردييف على موقع اتحاد تركيا (مدرب) (الإنجليزية)
- قربان بردييف على موقع قاعدة بيانات كرة القدم.إي يو (الإنجليزية)
- قربان بردييف على موقع Soccerbase.com (مدرب) (الإنجليزية)
- قربان بردييف على موقع Soccerway.com (الإنجليزية)
- قربان بردييف على موقع عالم كرة القدم.نت (الإنجليزية)
- قربان بردييف على موقع كووورة